# عبد الرحمن بن سمرة
عبد الرحمن بن سمرة هو ابن سمرة بن حبيب بن عبد شمس بن عبد مناف بن قصي بن كلاب، أبو سعيد القرشي العبشمي، وهو أحد الصحابة، كان اسمه عبد الكعبة، فلما أسلم سماه النبي محمد عبد الرحمن. وقد أسلم يوم الفتح. وكان والياً على سجستان. توفي في البصرة سنة 50 هـ، وقيل سنة 51 هـ.

## نبذة
سكن عبد الرحمن في البصرة، وهو الذي افتتح سجستان وكابل وغيرها. كما أنه قد شهد غزوة مؤتة. وقد روى أحاديث عن النبي محمد ﷺ، وعن معاذ بن جبل. وعنه حبان بن عمير وعبد الرحمن بن أبي ليلى وهصان بن كاهن والحسن البصري وأبو لبيد لمازة بن زبار وآخرون.
قال ابن سعد: «استعمله عبد الله بن عامر على سجستان وغزا خراسان ففتح بها فتوحا ثم رجع إلى البصرة فمات بها سنة خمسين»، وكذا أرخه أبو موسى وغيره. وقال ابن عفير: «مات سنة خمسين ويقال سنة إحدى وخمسين».